# Order Chryzantemy
Najwyższy Order Chryzantemy (jap. 大勲位菊花章 Daikun'i Kikka-shō) – najważniejszy w precedencji odznaczeń order Japonii. Został ustanowiony w 1876 roku przez cesarza Meiji. Może być nadawany pośmiertnie.
Występuje w dwóch kategoriach:
- Łańcuch Najwyższego Orderu Chryzantemy (jap. 大勲位菊花章頸飾 Daikun'i Kikka-shō Keishoku)[a]
Kawalerem Łańcucha Orderu Chryzantemy jest każdorazowo panujący cesarz. Łańcuch może być też wyjątkowo nadany żyjącej głowie innego państwa jako wyraz przyjaźni cesarza.

- Wielka Wstęga Najwyższego Orderu Chryzantemy (jap. 大勲位菊花大綬章 Daikun'i Kikka Daiju-shō)
Najwyższy zaszczyt, jaki może spotkać obywatela Japonii za życia. Order może być nadany również cudzoziemcom. Odznaka orderu jest zawieszona na ciemnoczerwonej wstędze z granatowymi pasami przy krawędziach.

Order wręcza osobiście cesarz w swoim pałacu.
Wielką Wstęgą Najwyższego Orderu Chryzantemy został odznaczony w 2002 roku prezydent Aleksander Kwaśniewski.